# Smldník jelení

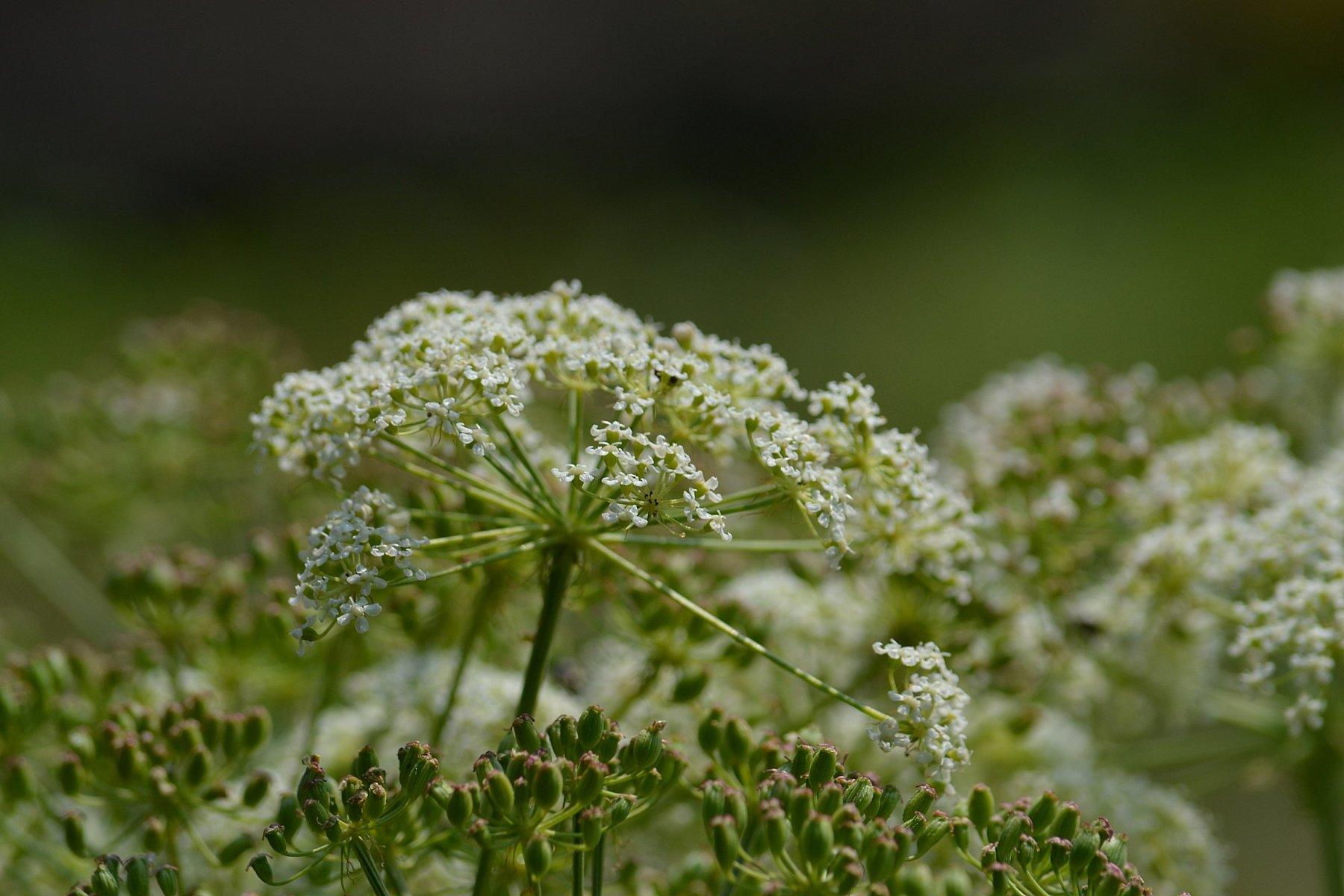
Okolík

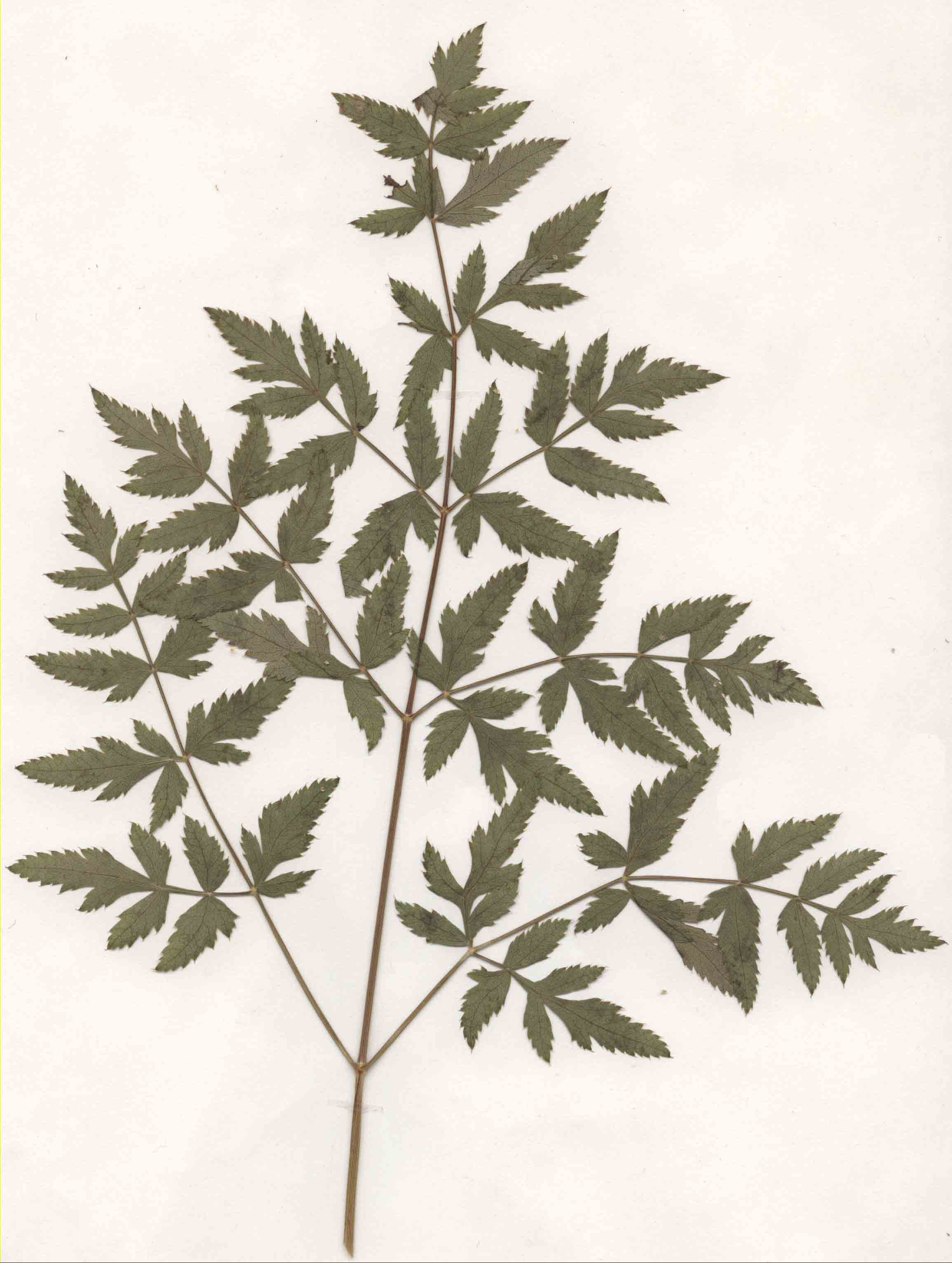
List v herbáři

Smldník jelení (Peucedanum cervaria) je vytrvalá, aromatická bylina vysoká půl až 1 m, kvetoucí v průběhu léta drobnými bílými květy soustředěnými do jednoho až třech okolíků. Je původní druh v české přírodě, ze které ale postupně mizí. Byl proto "Červeným seznamem ohrožených druhů České republiky" prohlášen za rostlinu, které je třeba věnovat další pozornost (C4a).
Po revizi fylogenetického vztahu asi stovky druhů, které jsou zařazené do široce pojatého rodu Peucedanum s. l., došlo k úvahám o jeho dělení a smldník jelení byl navržen k přeřazení pod jménem Cervaria rivini do rodu Cervaria.

## Rozšíření
Je druhem s evropským areálem, vyskytuje se od západní Evropy, přes střední a východní až do Ruska po Ural. Na jihu je jeho rozšíření ohraničeno Středozemním a na severu Baltským mořem. Zasahuje i na sever Kavkazu a do Alžírska.
V České republice má těžiště výskytu v termofytiku a v nižších výškách mezofytika. Hojnější je na teplých územích s bazickým podkladem, například ve středních, severních a východních Čechách a na jižní a jihovýchodní Moravě. Naopak v západních a jižních Čechách je vzácný. Ve vyšších polohách, v mezofytiku, je častý jen v moravských Karpatech a ve Slezské nížině. V české přírodě nejvýše vystupuje do 800 m n. m. v Bílých Karpatech východně od Brumova-Bylnice. V zemích s teplejším klimatem roste až do výšky 1200 m.

## Ekologie
Hemikryptofyt rostoucí na suchých loukách a pastvinách, po okraji lesních lemů a křovin, někdy i přímo ve světlých dubových či borových lesích. Nevhodná jsou zastíněná stanoviště, kde je neduživou rostlinou a málo kvete. Vyžaduje hlubokou výživnou půdu, která může být i těžká a po většinu roku suchá. Roste na místech pouze krátkodobě zamokřených a dlouhodobě vyschlých. Vyhovující je podloží tvořené hlavně vápnitými sedimenty, jako například slínovec, spraš, opuka a vápenec.
Často se vyskytuje v teplých a suchých pahorkatinách i v podhůří na místech mírně svažitých se sklonem 5 až 20° orientovaných jižně až západně, méně osídluje ploché roviny nebo svahy se sklonem nad 30°. Ploidie druhu je 2n = 22, stupeň ploidie x = 2.

## Popis
Vytrvalá bylina s lodyhou dlouhou 30 až 100 cm, která vyrůstá z tlustého válcovitého svislého a mnohohlavého oddenku, jenž je na povrchu černý a uvnitř mléčně bílý. Lodyha je u báze hrubá 5 až 10 mm, výše je přímá, oblá a uvnitř plná, na povrchu hladká, jemně proužkovaná, někdy v horní části větvená a porostlá několika střídavými listy. Přízemní listy v růžici jsou dlouhé až 50 cm a široké do 20 cm, v obryse jsou trojúhelníkovité a dvakrát či třikrát peřenosečné. Lodyžní listy jsou o poznání menší, mají nafouknutou pochvu, směrem vzhůru se zmenšují a nejvýše postavené mají téměř zakrnělou čepel. Listy jsou na líci tmavozelené a na rubu nasivělé. Palisty u této rostliny nejsou.
Květenství na vrcholu lodyhy tvoří jeden až tři složené okolíky, které jsou mohutné, polokulovité, každý má patnáct až třicet okolíčků po 10 až 15 květech. Listeny obalu i obalíčků jsou četné, nestejně velké a brzy opadávají. Květy v okolíku jsou bílé, drobné, pětičetné a oboupohlavné. Drobné zelené cípy kalichu jsou vejčité se špičkou na konci, bílé lístky koruny jsou široce eliptické a na vrcholu mají vykrojený lalok, někdy bývají i narůžovělé. V květu je pět tyčinek s prašníky, dvouplodolistový semeník a terčovitě rozšířená čnělka s hlavatou bliznou. Květy rozkvétající od července do září a jsou opylovány drobným hmyzem slétajícím se pro nektar.
Plody jsou dvounažky, v obryse eliptické až okrouhlé, čočkovitě smáčknuté. Jsou asi 5 mm dlouhé a 4 mm široké, jejich těsně přitisknutá merikarpia mají tři slabě vystouplá hřbetní žebra a po obou stranách asi 1 mm široká křidélka. Rostlina je občasným terčem cizopasné holoparazitické rostliny zárazy smldníkovité, která se připojuje ke kořenům hostitelské byliny.

## Možnost záměny
Smldník jelení se od vzhledově podobného smldníku olešníkového (Peucedanum oreoselinum) odlišuje hlavně tím, že má převážně pouze dvakrát a řidčeji zpeřené listy, které jsou složené z přisedlých, vespod nasivělých lístků podlouhle vejčitých a po obvodě ostnitě pilovitých, jež odstávají od řapíku pod ostrým úhlem a rozkládají se v jedné ploše. Lodyžní listy mají nadmuté pochvy a na vrcholu oddenku je chomáč černých vláken po zašlých listech.
Smldník olešníkový má naopak lístky častěji třikrát zpeřené, oboustranně lesklé, vejčité a od řapíku pod pravým i tupým úhlem různě odstálé. Lodyžní pochvy jsou úzké a oddenek má na vrcholu hnědá vlákna po odumřelých listech.